# Davide Gualtieri
Davide Gualtieri (nacido el 27 de abril de 1971) es un exfutbolista sanmarinense.
Es recordado por anotar el segundo gol más rápido en una clasificación para una copa del mundo a los ocho segundos en la fase de clasificación para el mundial de USA 1994 contra Inglaterra al ganarle en carrera a un defensa inglés y batir a placer al arquero. Al final el partido quedó 7-1 para Inglaterra. Actualmente trabaja como vendedor de ordenadores.
- Datos: Q724545